# Abu-Sàlama al-Khal·lal
Abu-Sàlama Hafs ibn Sulayman al-Khal·lal, més conegut senzillament com a Abu-Sàlama al-Khal·lal (mort 750), fou un esclau alliberat de Kufa que va arribar a visir.
Fou un dels emissaris abbàssides enviats al Khurasan el 744/745. Va prendre part a la revolta iniciada el 747 que va posar fi a la dinastia omeia, i fou nomenat governador de Kufa i visir del govern de l'imam encara no nomenat. En aquest moment va donar suport als alides als que va estar a punt de donar el califat, però Abu-l-Abbàs as-Saffah fou elegit califa i Abu-Sàlama el va acceptar (749).
El califa el va nomenar visir, però va planejar la seva eliminació. El califa temia la reacció d'Abu-Múslim, governador de Khurasan, que havia estat el company d'Abu-Sàlama a la lluita en aquesta província; per sondejar Abu-Múslim, Abu-l-Abbàs va enviar a Khurasan al seu germà Abu-Jafar Mansur; Abu-Múslim, sempre lleial, va acceptar la decisió i fins i tot va enviar un sicari (un esclau seu) per matar Abu-Sàlama (febrer/març del 750). El crim fou atribuït als kharigites.